# St. Johann Baptist (Ismaning)

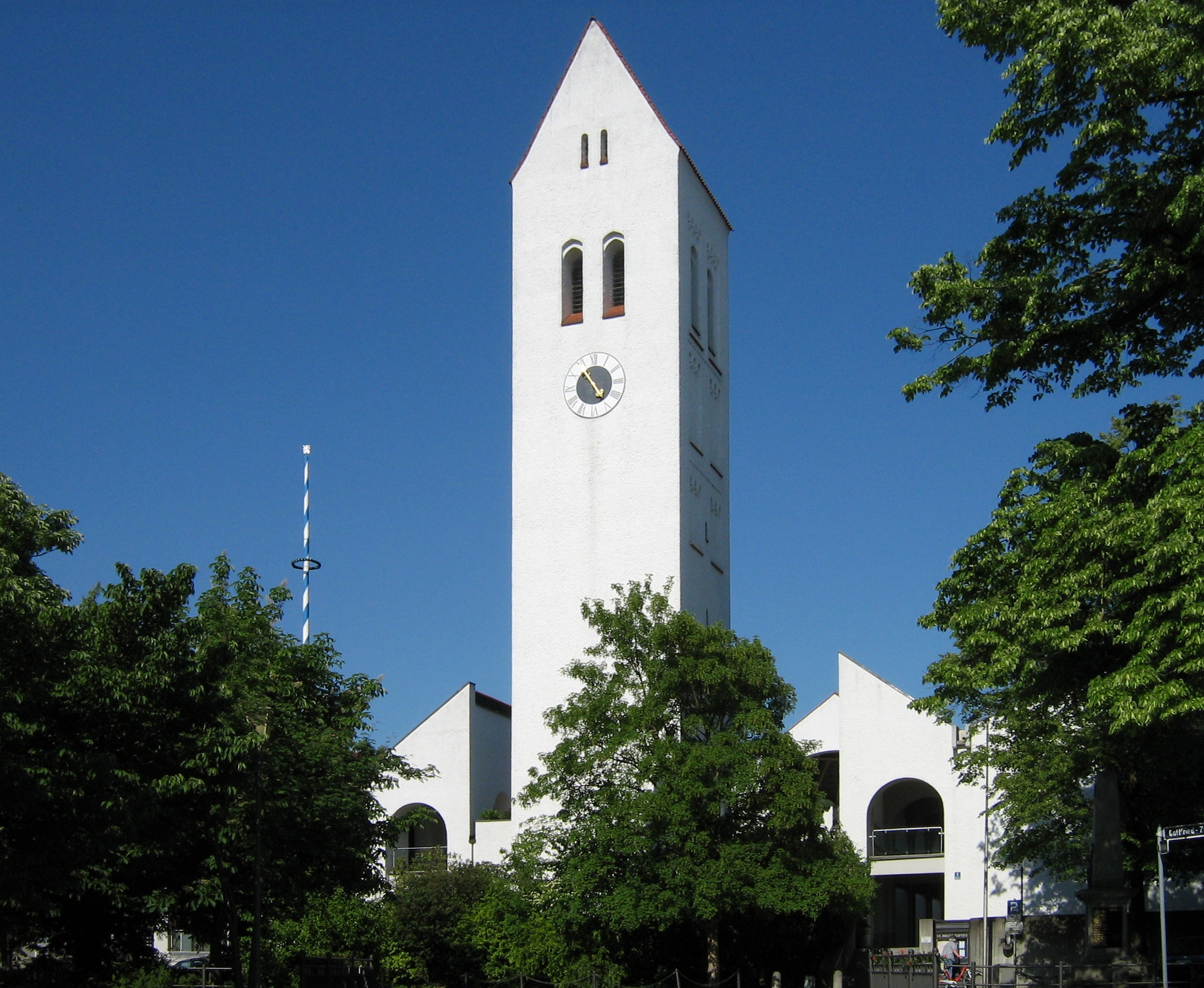
Kirche St. Johann Baptist

Die denkmalgeschützte römisch-katholische Pfarrkirche St. Johann Baptist in Ismaning, Kirchplatz 1, ist die vierte der bekannten Johanneskirchen mit dem Kirchenpatron Johannes der Täufer, die alle auf demselben, leicht erhöhten Ort östlich des Seebaches errichtet wurden. Sie gehört zum Katholischen Pfarrverband Ismaning und Unterföhring im Dekanat München-Nordost (Erzbistum München und Freising).

## Geschichte
Hier stand eine im 14. Jahrhundert erstmals urkundlich erwähnte gotische Kirche. Nach dem Dreißigjährigen Krieg musste sie der barocken Pfarrkirche (Baujahre 1678–1685) weichen, an deren Stelle 1903/04 ein neuromanischer Bau des Münchner Architekten Hans Schurr entstand. Wegen Baufälligkeit wurde im Januar 1969 die umgehende Sperre dieses Kirchenbaus verfügt, der letzte Gottesdienst fand am 12. Januar 1969 statt. Nachfolgend wurden die Gottesdienste fünf Jahre lang in einer Zeltkirche neben der Seidl-Mühle abgehalten.
Schließlich wurde 1974/75 die heutige Kirche samt Pfarrzentrum unter Einbeziehung der Vorgängerkirche errichtet und am 30. November 1975 eingeweiht. Architekten waren das Münchener Ehepaar Helga und Adolf Schnierle. Bei der Neuerrichtung wurde der Chor des neuromanischen Vorgängerbaus aus dem Jahr 1904 in den Entwurf miteinbezogen. Auch der nun gekürzte Kirchturm aus dem 13. Jahrhundert blieb im Kern weiterhin erhalten, das frühere Langhaus ist deshalb noch in der Form des offenen Kirchhofs nachvollziehbar. Der südlich davon errichtete neue Kirchenraum ist kein Langbau mehr, sondern ein Zentralbau, der den Altarbereich von drei Seiten mit Sitzbänken umschließt.

## Ausstattung

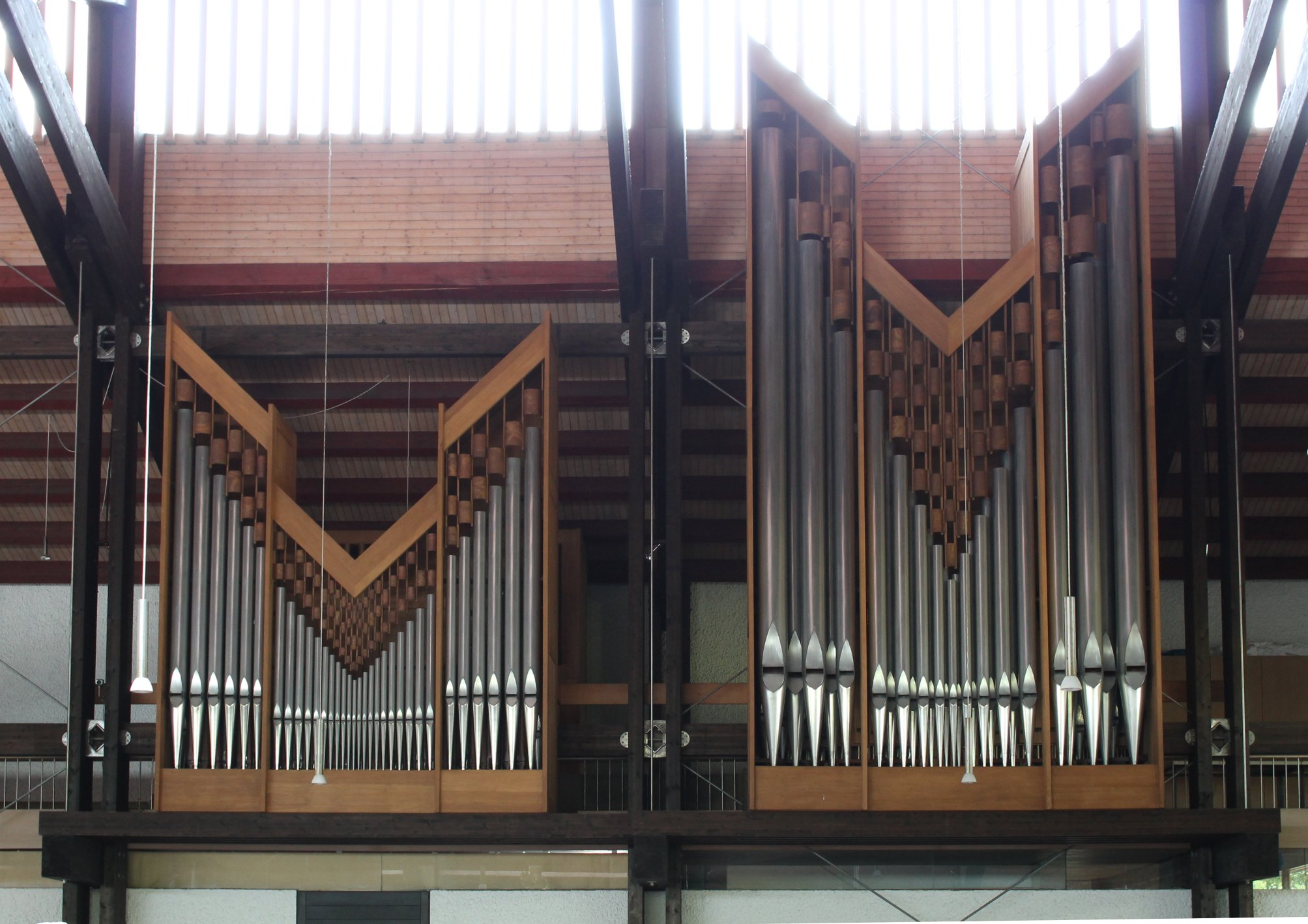
Orgel

### Orgel
Die Orgel wurde 1980 von Rieger Orgelbau gebaut. Das rein mechanische Schleifladeninstrument verfügt über 27 Register auf zwei Manualen und Pedal. Die Disposition lautet:
| I Hauptwerk |       |
| Principal   | 8′    |
| Spitzflöte  | 8′    |
| Octave      | 4′    |
| Nachthorn   | 4′    |
| Sesquialter | 2 ⁄3′ |
| Superoctav  | 2′    |
| Mixtur      | 1 ⁄3′ |
| Trompete    | 8′    |

| II Schwellwerk |        |
| Gambe          | 8′     |
| Holzgedackt    | 8′     |
| Prestant       | 4′     |
| Rohrflöte      | 4′     |
| Nazard         | 2 ⁄3′  |
| Gemshorn       | 2′     |
| Tierce         | 1 3⁄5′ |
| Larigot        | 1 ⁄3′  |
| Scharff        | 1′     |
| Rankett        | 16′    |
| Krummhorn      | 8′     |
| Tremulant      |        |

| Pedal        |     |
| Principal    | 16′ |
| Subbaß       | 16′ |
| Octavbaß     | 8′  |
| Choralbaß    | 4′  |
| Rauschpfeife | 2′  |
| Fagott       | 16′ |
| Posaune      | 8′  |

- Koppeln: II/I II/P, I/P

### Glocken
Aus dem im Kern romanischen Turm erklingt ein vierstimmiges Geläut im Salve-Regina-Motiv. Alle vier Glocken wurden 1975 von Rudolf Perner in Passau-Hacklberg gegossen. Die Glocken im Einzelnen:
| Nr. | Name                   | Material | Gussjahr | Gießer                | Durchmesser [mm] | Gewicht [kg] | Schlagton (HT-1/16) | Inschrift                                                                                    |
| --- | ---------------------- | -------- | -------- | --------------------- | ---------------- | ------------ | ------------------- | -------------------------------------------------------------------------------------------- |
| 1.  | Johannesglocke         | Bronze   | 1975     | Rudolf Perner, Passau | 1.415            | 1.540        | d1+2                | IN HONOREM SANCTI JOANNIS BAPTISTE. SANCTUM LAUDO TONITRUUM PELLO FUNERA CLAUDO              |
| 2.  | Marienglocke           | Bronze   | 1975     | Rudolf Perner, Passau | 1.140            | 841          | fis1-2              | IN HONOREM BEATAE MARIAE VIRGINIS. SANCTE MARIA, REGINA PACIS, ORA PRO NOBIS!                |
| 3.  | Maria-Magdalena-Glocke | Bronze   | 1975     | Rudolf Perner, Passau | 942              | 473          | a1+/-0              | IN HONOREM SANCTE MARIAE MAGDALENE. DUM TRAHOR, AUDITE! VOCO VOS AD SACRA, VENITE!           |
| 4.  | Bruder-Konrad-Glocke   | Bronze   | 1975     | Rudolf Perner, Passau | 843              | 348          | h1+2                | IN HONOREM SANCTI CONRADI. PER INTERCESSIONEM SANCTI CONRADI PAX ET LUX FIDELIBUS DEFUNCTIS! |

## Pfarrer
Namentlich benannt lassen sich Pfarrer in St. Johann Baptist bis 1390 zurückverfolgen. Im 20. Jahrhundert waren die Pfarrer Gottfried Ziegler (Amtszeit 1900–1924, dann in Taufkirchen), Georg Meschütz (Amtszeit 1924–1940, dann in Mittergars), Benedikt Appel (Amtszeit 1940–1951, dann in Landshut), Johann Bengl (Amtszeit 1951–1965, dann in München St. Emmeram), Georg Zandl (Amtszeit 1966–1992), Johannes Serz (Amtszeit 1992–2010) und Markus Brunner (seit 2010) hier eingesetzt.